# Ирска на Зимским олимпијским играма 2010.
Ирској је ово било пето учешће на Зимским олимпијским играма. На Олимпијским играма 2010., у Ванкуверу, Британска Колумбија у Канади учествовали су са 6 учесника (3 мушкараца и 3 жене), који су се такмичили у четири спорта. На свечаном отварању заставу Ирске носила је такмичарка у бобу Aoife Hoey.

## Учесници по спортовима
| Спорт           | Мушкарци | Жене | Укупно |
| --------------- | -------- | ---- | ------ |
| Алпско скијање  | 1        | 1    | 2      |
| Боб             | 0        | 2    | 2      |
| Скијашко трчање | 1        | 0    | 1      |
| Скелетон        | 1        | 0    | 1      |
| Укупно(4)       | 3        | 3    | 6      |

## Алпско скијање

### Жене
| Такмичарке      | Дисциплина | Резултати        | Резултати        | Резултати        | Резултати        | Резултати        |
| Такмичарке      | Дисциплина | 1. трка          | 2. трка          | Укупно           | Заостатак        | Пласман/ учес.   |
| --------------- | ---------- | ---------------- | ---------------- | ---------------- | ---------------- | ---------------- |
| Kirsten Mcgarry | Слалом     | Дисквалификована | Дисквалификована | Дисквалификована | Дисквалификована | Дисквалификована |
| Kirsten Mcgarry | Велеслалом | 1:24,28 (55)     | 1:20,92 (50)     | 2:45,20          | 18,09            | 50 / 60 (86)     |

### Мушкарци
| Такмичар       | Дисциплина | Резултати    | Резултати    | Резултати | Резултати | Резултати     |
| Такмичар       | Дисциплина | 1. трка      | 2. трка      | Укупно    | Заостатак | Пласман/учес  |
| -------------- | ---------- | ------------ | ------------ | --------- | --------- | ------------- |
| Shane O Connor | Слалом     | 1:00,83 (51) | 1:04,31 (45) | 2:05,14   | 25,82     | 45 / 48 (102) |

## Боб
| Такмичарке             | Дисциплина | Резултат     | Резултат     | Резултат     | Резултат     | Резултат | Резултат     |
| Такмичарке             | Дисциплина | 1. вожња     | 2. вожња     | 3. вожња     | 4. вожња     | Укупно   | Пласман      |
| ---------------------- | ---------- | ------------ | ------------ | ------------ | ------------ | -------- | ------------ |
| Клер Бергин Aoife Hoey | Двосед     | 55,04 (1,85) | 54,49 (1,48) | 54,73 (1,88) | 54,58 (1,41) | 3:38,84  | 17 / 19 (21) |

## Скијашко трчање
| Такмичар           | Дисциплина     | Финале  | Финале    | Финале      |
| Такмичар           | Дисциплина     | Време   | Заостатак | Место/учес. |
| ------------------ | -------------- | ------- | --------- | ----------- |
| Peter-James Barron | 15 км слободно | 43:50,4 | 10:14,1   | 91 / 95(96) |

## Скелетон
| Такмичар   | Дисциплина | 1. вожња     | 2. вожња     | 3. вожња     | 4. вожња | Укупно  | Заостатак | Пласман      |
| ---------- | ---------- | ------------ | ------------ | ------------ | -------- | ------- | --------- | ------------ |
| Ентони Дин | Скелетон   | 55,18 (2,86) | 55,20 (2,63) | 54,60 (2,40) |          | 2:44,98 |           | 25 / 26 (28) |